# Julie-Marie Parmentier

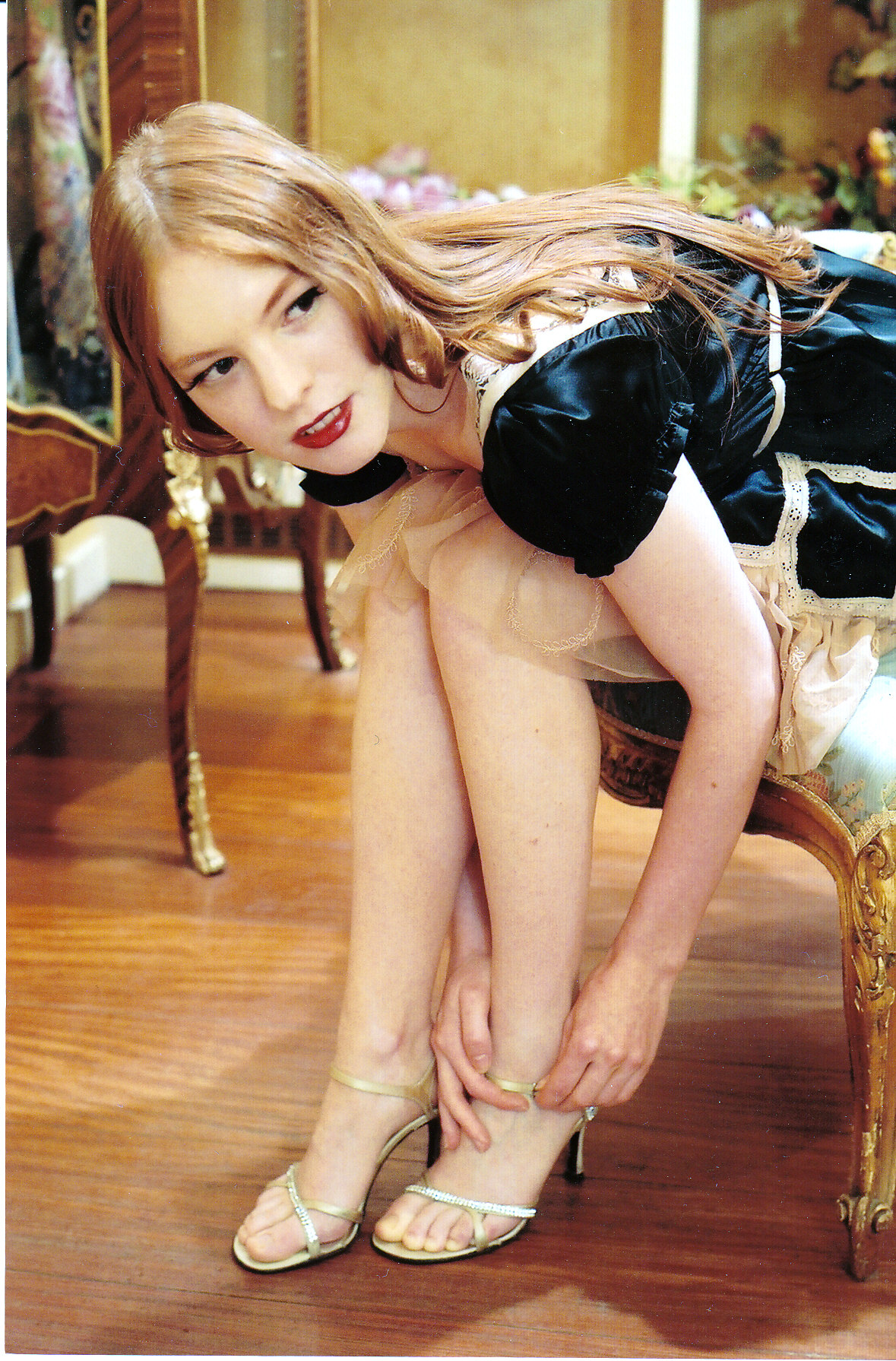
Julie-Marie Parmentier

Julie-Marie Parmentier (* 13. Juni 1981 in Saint-Quentin, Frankreich) ist eine französische Schauspielerin.

## Leben
Nachdem Julie-Marie Parmentier bereits im Alter von neun Jahren auf den Theaterbühnen ihrer Heimatstadt Saint-Quentin gespielt hatte, debütierte sie in dem 1997 erschienenen und von Noémie Lvovsky inszenierten Fernsehfilm Les années lycée: Petites an der Seite von Magali Woch, Valeria Bruni Tedeschi und Éric Elmosnino. Für die Darstellung von Léa Papin in dem Historienfilm Mörderisches Dienstmädchen wurde Parmentier bei der Verleihung des französischen Filmpreises César 2001 als Beste Nachwuchsdarstellerin nominiert.

## Filmografie (Auswahl)
- 1997: Les années lycée: Petites
- 1999: Verrückt nach Liebe (La vie ne me fait pas peur)
- 2000: Die Stadt frisst ihre Kinder (La ville est tranquille)
- 2000: Mörderisches Dienstmädchen (Les Blessures assassines)
- 2001: Marie-Jo und ihre zwei Liebhaber (Marie-Jo et ses deux amours)
- 2003: Juliette und ihr Bauch (Le ventre de Juliette)
- 2006: Sheitan
- 2008: Mao ist tot (Mao est mort)
- 2009: 36 Ansichten des Pic Saint-Loup (36 vues du Pic Saint-Loup)
- 2009: Serie in Schwarz (Suite Noire; Fernsehreihe, Folge 2: Schießen Sie auf den Weinhändler)
- 2011: Der Schnee am Kilimandscharo (Les neiges du Kilimandjaro)
- 2012: Leb wohl, meine Königin! (Les adieux à la reine)
- 2013: Der Börsenhai (Rapace)
- 2014: Fever
- 2016: Die Besucher: Sturm auf die Bastille (Les Visiteurs : La Révolution)
- 2017: Demain et tous les autres jours

## Auszeichnung (Auswahl)
- César 2001: Nominierung als Beste Nachwuchsdarstellerin für Mörderisches Dienstmädchen